# Apanteles anamarencoae
Apanteles anamarencoae (лат.) — вид мелких наездников рода Apanteles из подсемейства Microgastrinae семейства бракониды (Braconidae). Обнаружены в Центральной Америке: Коста-Рика (Guanacaste).

## Описание
Мелкого размера перепончатокрылые насекомые: длина тела до 3,4 мм, длина переднего крыла до 3,6 мм. Основная окраска тёмно-коричневая. Коготки лапок простые. Соотношение длины и ширины птеростигмы: 3,1-3,5. Паразитируют на молевидных бабочках из семейства Злаковые моли-минёры (Elachistidae), Antaeotricha и Oecophoridae (Inga). Вид был впервые описан в 2014 году канадским энтомологом Хосе Фернандес-Триана (Jose L. Fernández-Triana; Department of Integrative Biology and the Biodiversity Institute of Ontario, Университет Гелфа, Гелф, Онтарио, Канада) и назван в честь Аны Маренсо (Ana Marenco; ACG office administration in Sector Santa Rosa, Коста-Рика)
.